# Sorsapuistontalo
La maison du parc aux canards (finnois : Sorsapuistontalo) est batiment construit   en bordure du parc aux canards au  centre de Tampere en Finlande.

## Présentation
Sorsapuistontalo est un immeuble résidentiel conçu par l'architecte Jaakko Tähtinen et construit en 1937,.
Une fois terminé, Sorsapuistontalo est le plus grand immeuble résidentiel de Tampere. Il compte 116 appartements et 335 chambres et deux locaux commerciaux,,.
La partie la plus haute, de sept étages, de la maison est située en bordure du parc aux canards. La partie donnant sur Yliopistonkatu est à l'origine de quatre étages, mais en 1952 elle sera surélevée de deux étages selon les plans de Jaakko Tähtinen,.